# Distretto di Hilvan
Il distretto di Hilvan (in turco Hilvan ilçesi) è uno dei distretti della provincia di Şanlıurfa, in Turchia.